# Mouvement du 4 Mai
Pour les articles homonymes, voir Quatre-Mai.

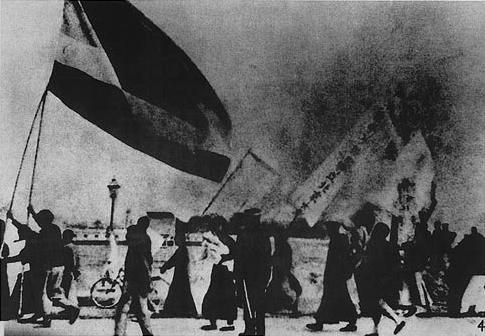
Étudiants de Pékin lors du mouvement du 4 Mai.

Le mouvement du 4 Mai (chinois simplifié : 五四运动 ; chinois traditionnel : 五四運動 ; pinyin : wǔ sì yùn dòng) est le mouvement anticolonialiste chinois, principalement dirigé contre les prétentions de l'empire du Japon sur la Chine, qui débute le 4 mai 1919.

## Origines et conséquences du mouvement
En 1917, la république de Chine est entrée en guerre contre l'Allemagne auprès des Alliés. En cas de victoire des Alliés, la Chine escompte récupérer la souveraineté sur la concession de Kiautschou, partie du territoire du Shandong sous contrôle de l'Empire allemand. Néanmoins, en 1919, à la conférence de paix de Paris qui aboutit au traité de Versailles, les Alliés attribuent ces territoires à l'empire du Japon.
Cette attribution satisfait l'un des points saillants des Vingt et une demandes japonaises présentées en 1915 à la Chine. Le Japon, déjà présent au Shandong depuis 1914, obtenait ainsi l'autorisation d'y demeurer à long terme. 
En Chine, ce point du traité provoque immédiatement l'indignation populaire : des centaines de groupes, depuis les villes de Chine et les communautés chinoises d'outre-mer, envoient à Paris des télégrammes de protestation. La colère est d'autant plus forte que le gouvernement chinois, alors dominé par la faction de Duan Qirui, est fortement soupçonné de corruption pour avoir reçu un prêt du Japon par un traité secret conclu en 1918.

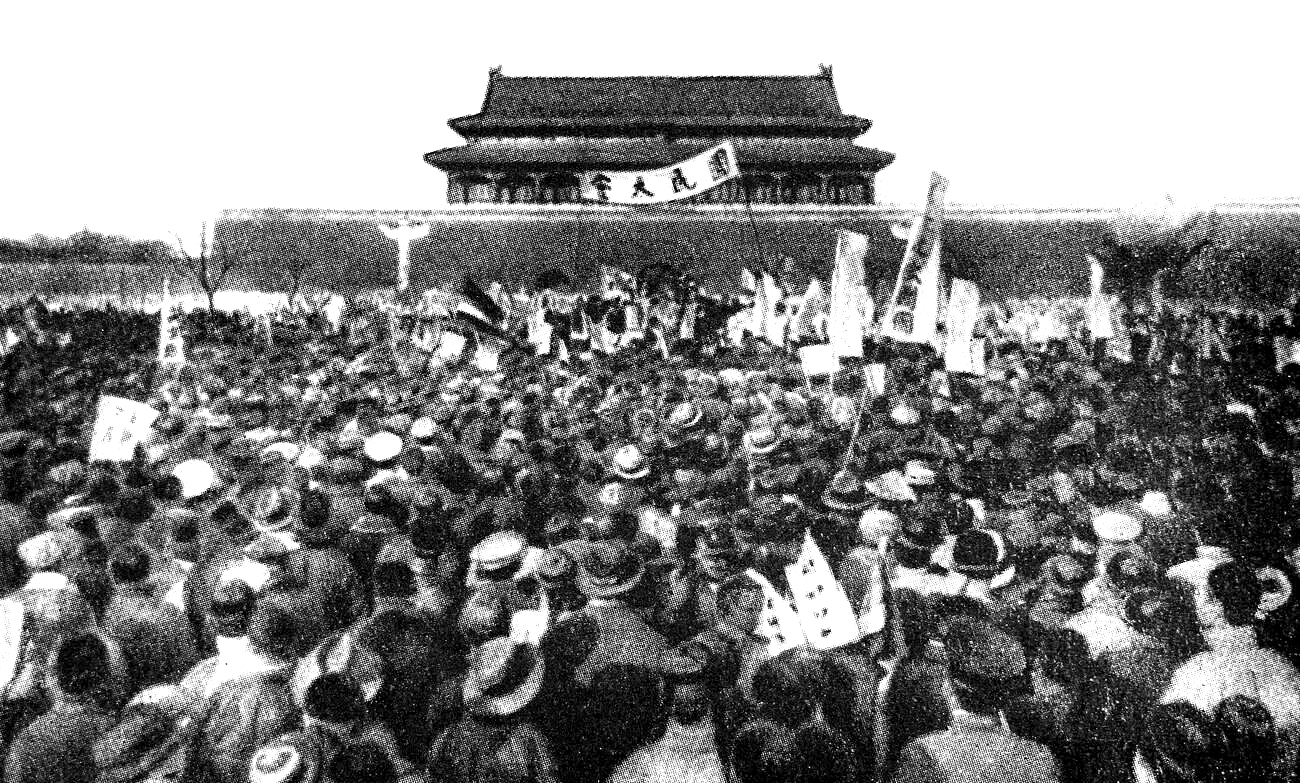
Manifestants chinois en 1919, place Tian'anmen.

Le 4 mai 1919, 3 000 étudiants se réunissent pour manifester à Pékin, devant la porte Tian'anmen, et diffusent un manifeste qui proclame : « Le territoire de la Chine peut être conquis, mais il ne peut être donné ! Les Chinois peuvent être tués, mais ils ne veulent pas être soumis ! Notre pays risque sa perte ! Citoyens, mobilisez-vous ! ». Au cours de la manifestation, un fonctionnaire pro-japonais est battu et la maison d'un autre brûlée. Outre le traité de Versailles, les nationalistes chinois dénoncent l'ensemble des prétentions du Japon, symbolisées par les Vingt et une demandes, qui visent à accroître et à pérenniser la domination japonaise sur la Chine.
La manifestation étudiante entraîne une vague de réactions nationalistes à travers la Chine : les marchands décrètent le boycott des produits japonais et une grève générale à Shanghai aboutit à paralyser toute l'économie chinoise. Devant une agitation étudiante de plus en plus forte, les seigneurs de la guerre au pouvoir à Pékin emprisonnent 1 150 meneurs à l'intérieur de l'université, avant d'être obligés de les relâcher sous la pression populaire. 
Guidés par de jeunes intellectuels progressistes, les étudiants dénoncent également le poids des traditions, le pouvoir des mandarins et l’oppression des femmes. Ils se montrent favorables à la modernité et aux sciences nouvelles. Ils réclament que la Baihua, langue chinoise moderne, remplace le chinois littéraire comme langue officielle et langue de l'enseignement. Dès 1915, un jeune intellectuel, Chen Duxiu, lance la revue Nouvelle Jeunesse qui contient diverses prises de position en rupture avec la tradition : critique du confucianisme, appel aux valeurs de la jeunesse, soutien du remplacement de l'écriture chinoise par l’espéranto, notamment poussée par l'anarchiste Wu Zhihui (1865-1953), etc. Le mouvement du 4 Mai est associé de manière plus large à la mouvance connue, entre 1915 et 1921, sous le nom de Mouvement pour la nouvelle culture.
Le mouvement du 4 Mai a comme effet notable de pousser le gouvernement chinois à refuser de signer, en juin, le traité de Versailles. S'il reste cependant dans l'immédiat sans grandes conséquences sur les Occidentaux comme sur les Japonais, le mouvement marque l’émergence en Chine d'une conscience patriotique.
Plusieurs personnalités politiques, comme Chen Duxiu ou Li Dazhao, sont poussées par le mouvement du 4 Mai à adopter des positions de plus en plus à gauche. Ces militants fonderont en 1921 le Parti communiste chinois.
Le mouvement du 4 Mai est commémoré chaque 4 mai en Chine continentale et à Taïwan, sous des significations un peu différentes. En république populaire de Chine, c'est la Fête de la Jeunesse (青年节, qīngniánjié) célébrée depuis 1949 ; à Taïwan, c'est la Fête de la Littérature (文藝節, wényìjié).

### Articles annexes
- Histoire de la Chine
- Histoire de la république de Chine
- Gouvernement de Beiyang
- Manifestations de la place Tian'anmen de 1989, dites également « mouvement du 4 juin ».